# هونغ جين يانغ
هونغ جين يونغ (هانغل: 홍진영; هانجا: 洪眞英) هي مغنية وفنانة هرولة كورية جنوبية. ولدت في 9 أغسطس 1985 في جوانجو، كوريا الجنوبية.

## الحياة الشخصية
في عام 2012 ، أكملت هونغ درجة الدكتوراه من جامعة تشوسون في إدارة الأعمال. كما أنها حاصلة على بكالوريوس في التجارة وماجستير التجارة من نفس الجامعة.

## روابط خارجية
- هونغ جين-يونغ على موقع IMDb (الإنجليزية)
- هونغ جين-يونغ على موقع ميوزك برينز (الإنجليزية)
- هونغ جين-يونغ على موقع ديسكوغز (الإنجليزية)
- هونغ جين-يونغ على موقع قاعدة بيانات الفيلم (الإنجليزية)